# Kibuye
Kibuye – miasto w zachodniej Rwandzie, w Prowincji Zachodniej, w dystrykcie Karongi, położone na wschodnim brzegu jeziora Kivu. Według danych szacunkowych w 2010 roku liczyło 47 885 mieszkańców.